# Willy Ackermann
Willy Ackermann (auch: Willi Ackermann; * 1. November 1896 in Binningen bei Basel; † 12. November 1973 in Basel) war ein Schweizer Schauspieler, Operettenbuffo und Kabarettist.

## Leben
Willy Ackermann begann seine Künstlerkarriere als Kunstmaler, wechselte aber bald in das Schauspielfach. Seine Bühnenausbildung absolvierte er bei dem rumänischstämmigen Schauspieler Michael Isailovits in Basel. Nach dem Schauspieldebüt in Winterthur folgten bald Engagements als Schauspieler und Operettenbuffo an vielen deutschen Theatern, darunter am Olympia-Operettentheater Dortmund, am Bellevue-Theater Stettin sowie an Operettentheatern in Bochum und Frankfurt am Main. Um 1930 orientierte sich Ackermann wieder in seine Heimat Schweiz. Dort wurde er 1929 Mitglied des Hörspielensembles des damaligen Regionalsenders Radio Basel. Ab 1939 war er lange Jahre dem Stadttheater Basel verbunden, wo er als Nachfolger von Karl Kusterer vor allem im komischen Fach eingesetzt wurde. Seine Bühnenlaufbahn dauerte bis 1963.
In Basel war Willy Ackermann Anfang der 1930er Jahre Mitbegründer des Kabaretts Rüesslilytte, wo er ebenso als Kabarettist auftrat wie im Zürcher Cabaret Cornichon. Für den Film arbeitete Ackermann schon ab 1914. Zusätzlich zu mehreren Rollen in Schweizer Heimatfilmen trat er auch in überregional bekannten Produktionen wie Abenteuer in Marokko, Der Kegelkönig oder Eine Rheinfahrt die ist lustig vor die Kamera.
Im Film De Chegelkönig spielte er neben Fredy Scheim, Rudolf Bernhard, Max Knapp und Hermann Gallinger.
Der Künstler starb 1973 überraschend auf seiner Geburtstagsfeier. Seine Grabstätte befindet sich auf dem Friedhof in Ascona.

## Bühnenengagements
- 1919: Sommertheater Winterthur
- 1919–21: Stadttheater Biel
- 1921: Theater-Variété in Bern
- 1922/23: Olympia-Operettentheater Dortmund
- 1923–25: Bellevue-Theater Stettin
- 1925/26: Stadttheater Herne
- 1926/27: Operettentheater Bochum
- ab 1927: Neues Operettentheater Frankfurt am Main
- 1930/31: Stadttheater Basel (als Gast)
- 1938/39: Städtebundtheater Biel-Solothurn
- ab 1939: Stadttheater Basel
- ab 1950: auch Komödie Basel

## Bühnenrollen (Auswahl)
Theater
- Warten auf Godot (Samuel Beckett): Wladimir
- Ein Engel kommt nach Babylon (Friedrich Dürrenmatt): Akki
- Der Entertainer (John Osborne): Billy Rice
- Viel Lärm um nichts (William Shakespeare): Schlehwein
- Ein Sommernachtstraum (William Shakespeare): Schnock
- Der Florentiner Hut (Eugène Labiche): Nonancourt

Oper/Operette
- Die schöne Helena (Jacques Offenbach): Calchas
- Der schwarze Hecht (Paul Burkhard): Oberholzer
- Die glaini Rhygassoper (Paul Burkhard): Herr Benz
- Die Fledermaus (Johann Strauss): Frosch
- Wiener Blut (Johann Strauss): Kagler
- Der Zigeunerbaron (Johann Strauss): Conte Carnero
- Der Vetter aus Dingsda  (Eduard Künneke): Josef Kuhbrot
- Im weißen Rössl (Ralph Benatzky): Professor Hinzelmann
- Die Csárdásfürstin (Emmerich Kálmán): Feri von Kerikes
- Die lustige Witwe (Franz Lehár): Baron Mirko Zeta
- Der Bettelstudent (Carl Millöcker): Enterich
- Die verkaufte Braut (Bedřich Smetana): Zirkusdirektor
- Maske in Blau (Fred Raymond): Franz Kilian
- La Bohème (Giacomo Puccini): Alcindoro

## Filmografie (Auswahl)
- 1938: Abenteuer in Marokko
- 1939: Kriminalkommissar Studer (Wachtmeister Studer)
- 1941: Bider der Flieger
- 1942: Der Kegelkönig (De Chegelkönig)
- 1950: Es liegt was in der Luft
- 1956: Sommerliebe am Bodensee
- 1957: Die Angst vor der Gewalt (Der 10. Mai)
- 1958: Eine Rheinfahrt, die ist lustig (Zum goldenen Ochsen)

## Diskografie (Auswahl)
- Ich möcht’e Fryndin haben. Chanson von Willy Ackermann. Schellackplatte. Gloria (LC 0028) GO 28144, Matrizennummer 3434
- Am Billetschalter. Sketch von Otto Lehmann. Schellackplatte. Gloria (LC 0028) GO 28144, Matrizennummer 3435